# Médici

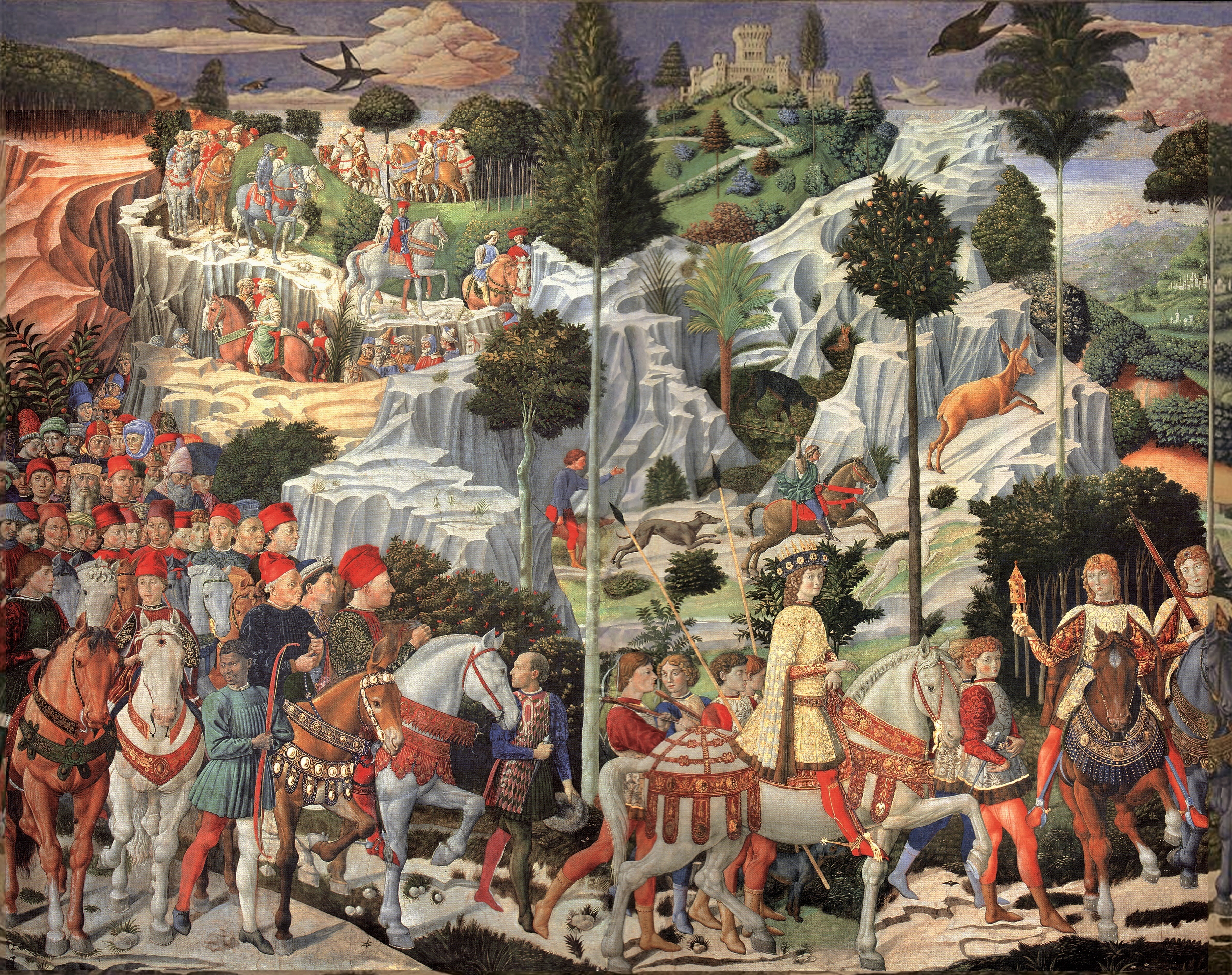
Miembros de la familia Médici en un fresco pintado por Benozzo Gozzoli en 1461 (Palacio Medici Riccardi)

Los Médici (en italiano Medici, pronunciado médichi) fueron una poderosa familia de la ciudad italiana de Florencia, influyente en la política y en el gobierno de la Toscana desde el Renacimiento hasta el siglo XVIII. Entre sus miembros destacaron cuatro papas (León X, Clemente VII, Pío IV y León XI), dos reinas de Francia (Catalina de Médici y María de Médici) y numerosos dirigentes florentinos, miembros de las casas reales de Francia e Inglaterra. Sobresalieron por ser mecenas, patrocinando a artistas y científicos de su época. La dinastía que regió el destino de Florencia durante más de tres siglos (a pesar de sufrir el exilio en dos ocasiones) se extinguió en 1737, al fallecer sin descendencia Juan Gastón de Médici, último Gran Duque de Toscana.
La familia era de orígenes modestos, y si bien prosperó en Florencia, procedía de la región de Mugello, siendo el primer miembro conocido de la casa Medico di Potrone (castellano de una fortaleza), lo que desmiente la teoría de que en sus inicios fueran médicos de profesión. El poderío inicial de la familia surgió de la banca. El Banco dei Medici fue uno de los bancos más prósperos y respetados en Europa. Sobre esta base, los Médici adquirieron poder político inicialmente en Florencia, donde aparecieron ocupando el cargo de confaloniero o jefe de la ciudad desde el siglo XIV (Salvestro di Médici fue confaloniero en 1378). Su poder e influencia se extendió luego a toda Italia y al resto del continente europeo. 
Con Juan de Médici, primer banquero de la familia, se inició la influencia del linaje sobre el gobierno florentino, pero los Médici se convirtieron en la cabeza oficiosa de la república en 1434, cuando su hijo mayor, Cosme de Médici, tomó entre sus títulos el de Pater Patriae y el de «Gran Maestre». La escalada de los Médici al poder fue relatada en detalle en la crónica de Benedetto Dei (1418-1492). La rama principal de la familia —formada por sus descendientes— tuvo en sus manos el gobierno de Florencia hasta el asesinato de Alejandro de Médici, primer duque de Florencia, en 1537.
El poder pasó luego a la rama menor de los Médici, es decir, a los descendientes de Lorenzo el Viejo, hijo menor de Juan de Médici, comenzando con su tataranieto, Cosme I de Médici, segundo duque de Florencia (1537-1569) y primer Gran Duque de Toscana (1569-1574). En el duque Cosme I se unieron las dos ramas familiares, ya que era hijo de Juan de las Bandas Negras, de la rama Popolana, y de María Salviati, nieta de Lorenzo de Médici.
El lema de la Casa de Médici es:
Festina lente (latín, «Apresúrate lentamente»).

## Historia
La familia Medici provenía de la zona agrícola de la región de Mugello, al norte de Florencia, y se les menciona por primera vez en un documento de 1230. El origen del nombre es incierto. «Medici» es el plural de «medico», que significa «médico». La dinastía comenzó con la fundación del Banco Medici en Florencia en 1397.

### Ascenso al poder
Durante la mayor parte del siglo XIII, el principal centro bancario de Italia fue Siena. Sin embargo, en 1298, una de las familias de banqueros más importantes de Europa, los Bonsignori, quebró, y la ciudad de Siena perdió su estatus como centro bancario de Italia ante Florencia. Hasta finales del siglo XIV, la principal familia de Florencia fue la de los Albizzi. En 1293, se promulgaron las Ordenanzas de Justicia, que se convirtieron de hecho en la constitución de la República de Florencia durante todo el Renacimiento italiano. Los numerosos y lujosos palacios de la ciudad estaban siendo rodeados por otras viviendas construidas por la próspera clase mercantil.
Los principales rivales de la familia Albizzi fueron los Médici, primero bajo Juan de Médici, y posteriormente bajo su hijo Cosme de Médici y su bisnieto Lorenzo de Médici. Los Médici controlaban el Banco Médici (por entonces el mayor banco de Europa) y diversas empresas en Florencia y en otros lugares de Italia y de Europa. Pero en 1433, los Albizzi lograron que Cosme de Médici tuviera que exiliarse de Florencia. Al año siguiente, sin embargo, fue elegido un gobierno cívico favorable a los Médici para controlar la Signoria, liderado por Tommaso Soderini, Oddo Altoviti y Lucca Pitti, y Cosme pudo regresar. Los Médici se convirtieron en la familia líder de la ciudad, cargo que mantendrían durante los tres siglos siguientes. Florencia siguió siendo una república hasta 1537, lo que tradicionalmente marca el final del Alto Renacimiento en Florencia, pero los instrumentos del gobierno republicano estaban firmemente bajo el control de los Médici y de sus aliados, salvo durante los intervalos posteriores a 1494 y 1527. Cosme y Lorenzo rara vez ocuparon puestos oficiales, pero fueron los líderes indiscutibles de la república florentina.
La familia Médici estaba conectada con la mayoría de las demás familias de la élite de la época a través de matrimonios de conveniencia, sociedades o empleos, por lo que ocupaba una posición central: varias familias tenían acceso sistemático al resto de las familias de la élite solo a través de los Médici, quizás de forma similar a las relaciones bancarias. Algunos ejemplos de estas familias incluyen a los Bardi, Altoviti, Ridolfi, Cavalcanti y Tornabuoni. Se ha sugerido que esta fue una de las razones del auge de la familia Médici.
Algunos miembros de la familia alcanzaron cierta relevancia a principios del siglo XIV en el comercio de la lana, especialmente con Francia y España. A pesar de la presencia de algunos Médici en el gobierno de la ciudad, su notoriedad era mucho menor que la de otras familias destacadas como los Albizzi o los Strozzi. Un tal Salvestro Médici fue portavoz de la guilda de los laneros durante la revuelta de los Ciompi de 1378-1382, y un tal Antonio de Médici fue exiliado de Florencia en 1396. La participación de los Médici en otra conspiración en 1400 provocó la exclusión de todas las ramas de la familia de la política florentina durante veinte años, con la excepción de dos de ellas.

### SigloXV
Juan de Médici (c. 1360-1429), hijo de Averardo de Médici (1320-1363), incrementó la riqueza de la familia con la creación del Banco Medici y se convirtió en uno de los hombres más ricos de Florencia. Aunque nunca ocupó ningún cargo político, se ganó un fuerte reconocimiento popular para la familia gracias a su apoyo a la introducción de un impuesto proporcional. El hijo de Giovanni, Cosme el Viejo, Pater Patriae (padre de la patria), asumió el poder en 1434 como gran maestre (jefe no oficial de la República Florentina).

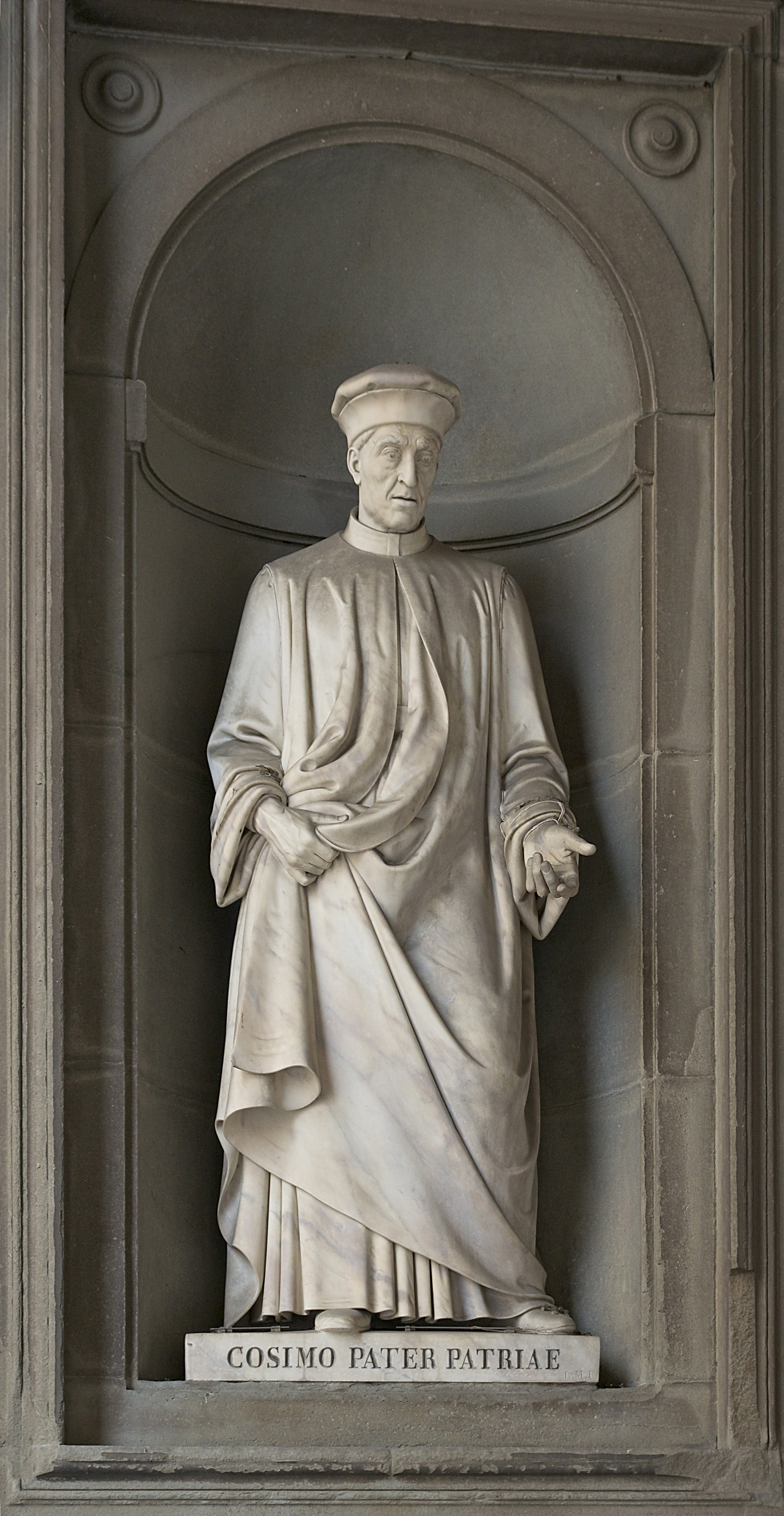
Cosme Pater patriae, Galería de los Uffizi, Florencia

Los Médici se beneficiaron además del descubrimiento de vastos yacimientos de alumbre en Tolfa en 1461. El alumbre es un producto esencial como mordiente en el teñido de ciertas telas y se utilizaba ampliamente en Florencia, donde la principal industria era la manufactura textil. Antes de los Médici, los turcos eran los únicos exportadores de alumbre, por lo que Europa se vio obligada a comprárselo hasta que se descubrió el yacimiento de Tolfa. El papa Pío II otorgó a la familia Médici el monopolio de la minería en la zona, convirtiéndolos en los principales productores de alumbre de Europa.
Tres generaciones sucesivas de los Médici (Cosme, Pedro y Lorenzo) gobernaron Florencia durante la mayor parte del siglo XV. Dominaron claramente la democracia representativa florentina sin abolirla por completo. Estos tres miembros de la familia Médici demostraron gran habilidad para la gestión de una ciudad tan "inquieta e independiente" como Florencia. Sin embargo, cuando Lorenzo falleció en 1492, su hijo Pedro demostró ser incapaz de responder con éxito a los desafíos causados por la invasión francesa de Italia de 1492, y en dos años, se vio obligado a exiliarse junto con sus partidarios, siendo reemplazado por un gobierno republicano.
Pedro de Médici (1416-1469), hijo de Cosme, solo permaneció en el poder durante cinco años (1464-1469). Se le conocía como "Pedro el Gotoso" debido a la afección de gota que le causaba dolor en los pies y que acabaría provocándole a la muerte. A diferencia de su padre, Pedro tenía poco interés por las artes. Debido a su enfermedad, permanecía la mayor parte del tiempo en casa, postrado en cama, y por lo tanto, hizo poco por promover el control de los Médici sobre Florencia mientras estuvo en el poder. Por lo tanto, el gobierno de los Médici se estancó hasta la siguiente generación, cuando Lorenzo, hijo de Pedro, asumió el poder.
Lorenzo de Médici (1449-1492), llamado "el Magnífico", era más capaz de dirigir y gobernar una ciudad, pero descuidó el negocio bancario familiar, lo que condujo a su ruina. Para asegurar la continuidad del éxito familiar, Lorenzo planeó el futuro de sus hijos. Preparó al testarudo Pedro II para que fuera su sucesor en el liderazgo civil; mientras que Juan (futuro papa León X) fue introducido en la iglesia a temprana edad; y su hija Magdalena recibió una suntuosa dote para contraer un matrimonio políticamente ventajoso con un hijo del papa Inocencio VIII, lo que consolidó la alianza entre los Médici y las ramas romanas de las familias Cybo y Altoviti.
La conspiración de los Pazzi de 1478 fue un intento de derrocar a la familia Médici asesinando a Lorenzo y a su hermano menor Juliano durante la misa de Pascua. El intento de asesinato terminó con la muerte de Juliano y con Lorenzo herido. La conspiración involucraba a las familias Pazzi y Salviati (ambas con negocios bancarios que buscaban acabar con la influencia de los Médici), así como al religioso que presidía la misa, el arzobispo de Pisa, e incluso, en cierta medida, al papa Sixto IV. Los conspiradores pretendieron obtener la anuencia del papa (quien mantenía una larga rivalidad con los Médici), aunque este no dio su aprobación oficial al plan. A pesar de su negativa, el papa permitió que la conspiración siguiera adelante y, tras el fallido asesinato de Lorenzo, otorgó a los conspiradores la dispensa de los crímenes cometidos en el interior de una iglesia. 
Una vez fracasada la conspiración para asesinar a los dos hermanos Médici, la represión sobre los implicados en la conjura fue inmediata e implacable. Unas 80 personas serían ejecutadas (incluidos varios eclesiásticos), lo que provocó la excomunión de Lorenzo, que adoptaría al hijo ilegítimo de su hermano asesinado. Este niño, de nombre Julio de Médici (1478-1535), acabaría convirtiéndose en el papa Clemente VII.
La ejecución de los eclesiásticos fue el motivo esgrimido para que en 1478, una alianza formada por los Estados Pontificios, el rey Fernando I de Nápoles y Siena declarase la guerra a Florencia. Tras dos años de conflicto, Lorenzo se dio cuenta de que la única salida para los florentinos (que iban perdiendo la guerra) era negociar un acuerdo de paz con Fernando I de Nápoles, lugar al que se dirigió en 1479: 
En las peligrosas circunstancias en las que se encuentra nuestra ciudad, el momento de deliberar ha pasado. Es necesario actuar... He decidido, con su aprobación, zarpar hacia Nápoles de inmediato, convencido de que, al ser yo la persona contra la que se dirigen principalmente las actividades de nuestros enemigos, quizás, entregándome a sus manos, pueda ser el medio para restaurar la paz a nuestros conciudadanos. Como he tenido más honor y responsabilidad entre ustedes que cualquier ciudadano en nuestros días, estoy más obligado que nadie a servir a nuestra patria, incluso arriesgando mi vida. Con esta intención, me voy. Quizás Dios quiera que esta guerra, que comenzó con la sangre de mi hermano y la mía, termine por cualquier medio. Mi deseo es que, con mi vida o mi muerte, mi desgracia o mi prosperidad, pueda contribuir al bienestar de nuestra ciudad... Me voy lleno de esperanza, rogando a Dios que me conceda la gracia para realizar lo que todo ciudadano debe estar siempre dispuesto a hacer por su país.
 — Lorenzo de Médici, 1479
El acuerdo logrado por Lorenzo dio fin a la guerra, si bien el papado buscó nuevos aliados para continuarla. Sin embargo, los avances turcos en el Mediterráneo desplazaron el foco de atención de los estados de Italia hacia esta circunstancia, y la Toscana pudo mantener su independencia sin grandes pérdidas territoriales.
El hijo de Lorenzo, Pedro II, asumió la jefatura de Florencia tras la muerte de su padre en 1492. Los Médici fueron expulsados de Florencia entre 1494 y 1512, después de que Pedro II accediera a todas las exigencias de Carlos VIII de Francia, que había invadido Italia.

### SigloXVI
El exilio de los Médici duró hasta 1512, tras lo cual la rama "mayor" de la familia (los descendientes de Cosme el Viejo) pudo gobernar hasta el asesinato de Alejandro de Médici, el primer Duque de Florencia, en 1537. Este gobierno de un siglo de duración solo se interrumpió en dos ocasiones (entre 1494-1512 y 1527-1530), cuando facciones contrarias a los Médici tomaron el control de Florencia. Tras el asesinato del duque Alejandro, el poder pasó a la rama "menor" de los Médici, los descendientes de Lorenzo el Viejo (el hijo menor de Giovanni di Bicci), comenzando por su tataranieto Cosme I "El Grande".
Cosme el Viejo y su padre pusieron los cimientos de los negocios de los Médici en la banca y en la industria, incluyendo primitivas modalidades de franquicia. La influencia de la familia creció con su mecenazgo de la riqueza, el arte y la cultura. Finalmente, alcanzó su apogeo en el papado y continuó floreciendo durante siglos a través de los Duques de Florencia y de Toscana.

#### Papas Médici

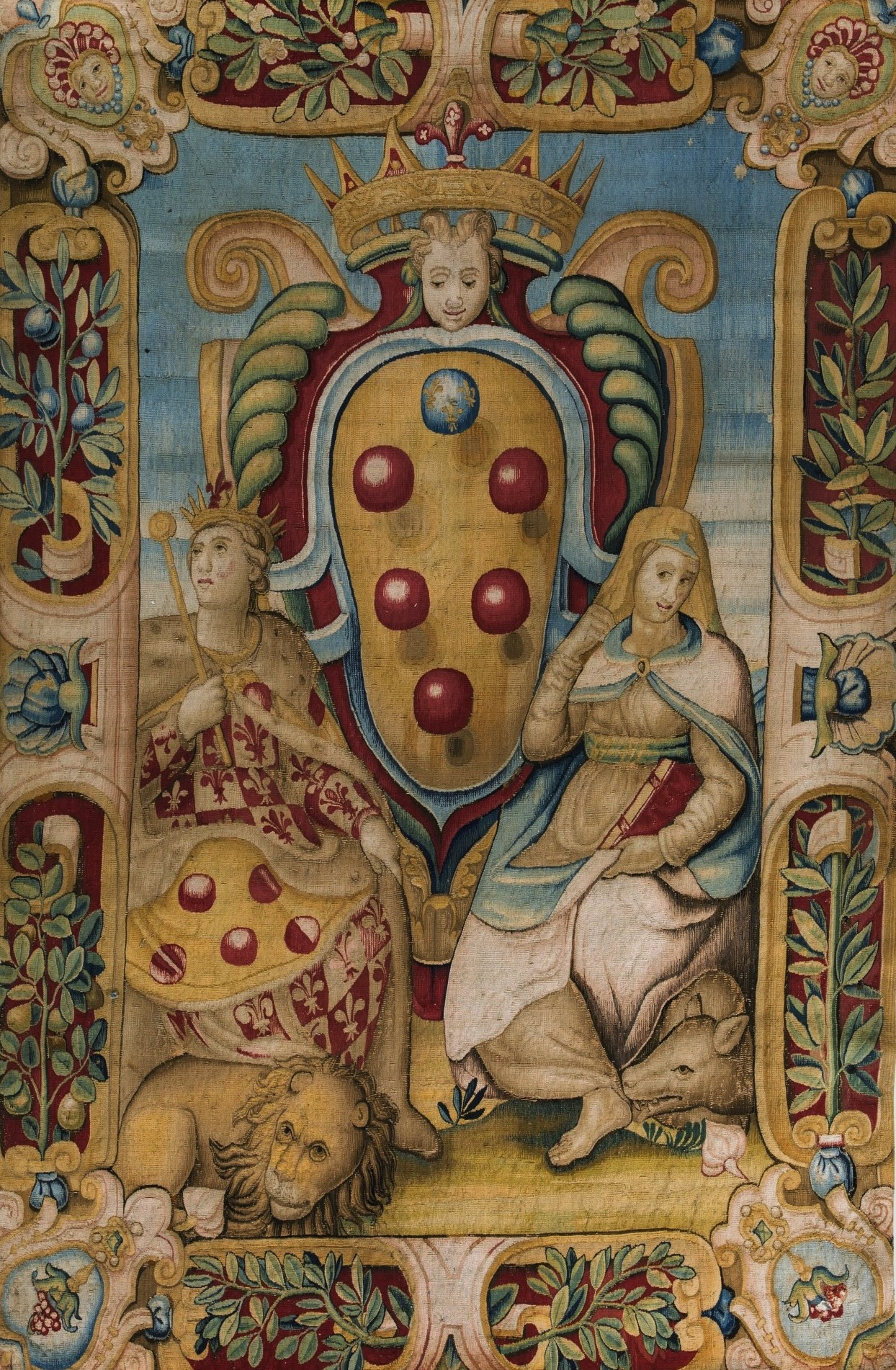
El tapiz de la boda de los Médici (1589)

Los Médici se convirtieron brevemente en líderes de la cristiandad occidental a través de sus dos famosos papas del siglo XVI, León X y Clemente VII. Ambos también sirvieron como gobernantes políticos "de facto" de Roma, Florencia y amplias zonas de Italia conocidas como los Estados Pontificios. Fueron generosos mecenas de las artes y encargaron obras maestras como La Transfiguración de Rafael o el Juicio Final de la Capilla Sixtina de Miguel Ángel. Sin embargo, sus reinados coincidieron con problemas para el Vaticano, incluyendo la reforma protestante de Martín Lutero y el infame saco de Roma de 1527.
El derrochador pontificado de León X quebró las arcas del Vaticano y acumuló enormes deudas. Desde la elección de León como papa en 1513 hasta su muerte en 1521, Florencia fue gobernada, sucesivamente, por Juliano II, Lorenzo II y Julio de Médici, este último convertido en el papa Clemente VII.
El tumultuoso pontificado de Clemente VII estuvo dominado por una rápida sucesión de crisis políticas (muchas de ellas gestadas en épocas anteriores) que culminaron en la derrota de las tropas de la Santa Sede a manos de los ejércitos del emperador Carlos V (que saquearon Roma en 1527) y el ascenso de los Salviati, Altoviti y Strozzi como los principales banqueros de la curia romana. Desde la elección de Clemente como papa en 1523 hasta el saqueo de Roma, Florencia fue cogobernada por el joven Hipólito de Médici (futuro cardenal y vicecanciller de la Santa Iglesia Romana), y por Alejandro de Médici (futuro duque de Florencia) y sus tutores. En 1530, tras aliarse con Carlos V, el papa Clemente VII logró el compromiso de Margarita de Austria, hija de Carlos V, con su sobrino (posiblemente su hijo ilegítimo), Alejandro de Médici. Clemente también convenció a Carlos V para que nombrara a Alejandro duque de Florencia. Así comenzó el mandato de los duques Medici en Florencia, que duró dos siglos.

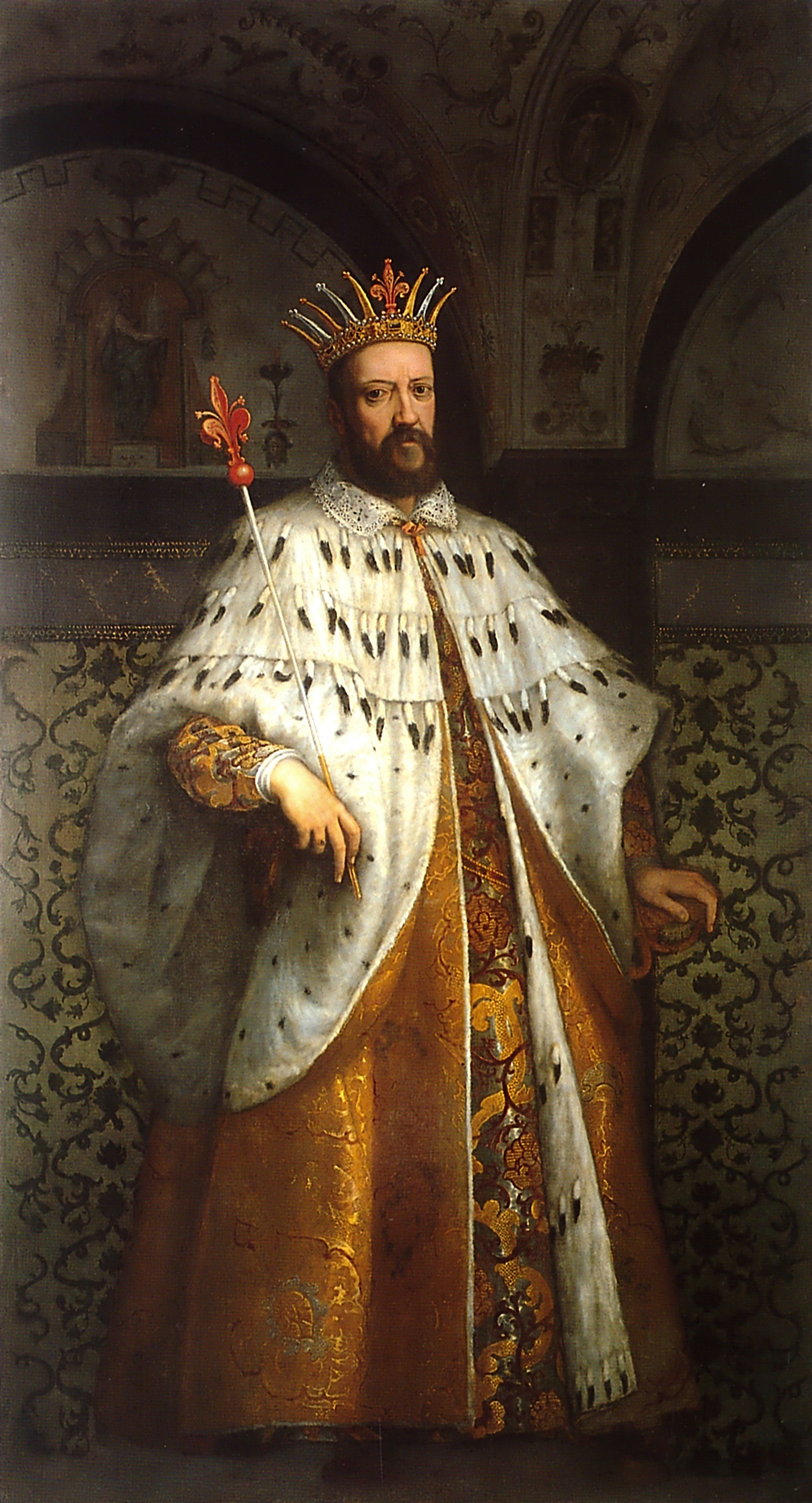
Cosme I, fundador del Gran Ducado de Toscana

Tras asegurar el ducado de Alejandro de Medici, el papa Clemente VII casó a su prima hermana Catalina de Médici con el futuro rey Enrique II de Francia, hijo del rey Francisco I, archienemigo del emperador Carlos V. Esto condujo a la aportación de la sangre de los Médici, a través de las hijas de Catalina, a la familia real de España (a través de Isabel de Valois), y a la Casa de Lorena (a través de Claudia de Francia).
En 1534, tras una larga enfermedad, falleció el papa Clemente VII, y con él la permanencia de la rama mayor de los Medici. En 1535, el cardenal Hipólito de Médici falleció en circunstancias misteriosas. En 1536, Alejandro de Médici se casó con la hija de Carlos V, Margarita de Austria. Sin embargo, al año siguiente fue asesinado por un primo resentido, Lorenzino de Médici. Las muertes de Alejandro e Hipólito permitieron a la rama menor de los Médici liderar Florencia.

#### Duques Médici
Otra figura destacada de la familia Médici del siglo XVI fue Cosme I, quien, tras unos orígenes relativamente modestos en Mugello, alcanzó la supremacía sobre toda la Toscana. Frente a la oposición de Catalina de Médici, el papa Paulo III y sus aliados, se impuso en diversas batallas para conquistar Siena, el odiado rival de Florencia, y fundó el Gran Ducado de Toscana. Cosme compró una parte de la isla de Elba a la República de Génova y estableció allí la armada toscana. Murió en 1574, siendo sucedido por su hijo mayor superviviente, Francisco, cuya muerte sin herederos varones dio lugar a la sucesión de su hermano menor, Fernando I, en 1587. Francisco se había casado con Juana de Austria, y con su consorte tuvo a Leonor de Médici, duquesa de Mantua, y a María de Médici, reina de Francia y de Navarra. A través de María, todos los monarcas franceses posteriores (excepto los de la Casa de Bonaparte) descendieron de Francisco.
Fernando I asumió con entusiasmo el gobierno de Toscana. Dirigió el drenaje de las marismas del ducado, construyó una red de carreteras en el sur de su territorio y promovió el comercio desde el puerto de Livorno. Para aumentar la industria de la seda toscana, promovió la plantación de moreras en las carreteras principales (los gusanos de seda se alimentan de hojas de morera). En asuntos exteriores, alejó a Toscana de la hegemonía de los Habsburgo, al casarse con la primera candidata al matrimonio no Habsburgo desde Alejandro, Cristina de Lorena, nieta de Catalina de Médici. La reacción española fue construir una ciudadela en su porción de la isla de Elba. Para fortalecer la nueva alianza franco-toscana, casó a su sobrina, María, con Enrique IV de Francia. Enrique declaró explícitamente que defendería la Toscana de la agresión española, pero posteriormente renegó de sus palabras, tras lo que Fernando se vio obligado a casar a su heredero, Cosme, con María Magdalena de Austria para apaciguar a España (donde la hermana de María Magdalena, Margarita, era la reina consorte titular). Fernando también patrocinó una expedición toscana al Nuevo Mundo con la intención de establecer una colonia toscana, una empresa que no dio resultados en cuanto a adquisiciones coloniales permanentes.
A pesar de todos estos incentivos para el crecimiento económico y la prosperidad, la población de Florencia a principios del siglo XVII era de tan solo 75.000 habitantes, mucho menor que la de las demás capitales de Italia (Roma, Milán, Venecia, Palermo y Nápoles). Se cree que Francisco y Fernando, debido a la escasa distinción entre las propiedades de los Médici y las del estado toscano, eran más ricos que su antepasado, Cosme de Médici, fundador de la dinastía. Solo el Gran Duque tenía la prerrogativa de explotar los recursos minerales y salinos del estado, y la fortuna de los Médici estaba directamente ligada a la economía toscana.

### SigloXVII

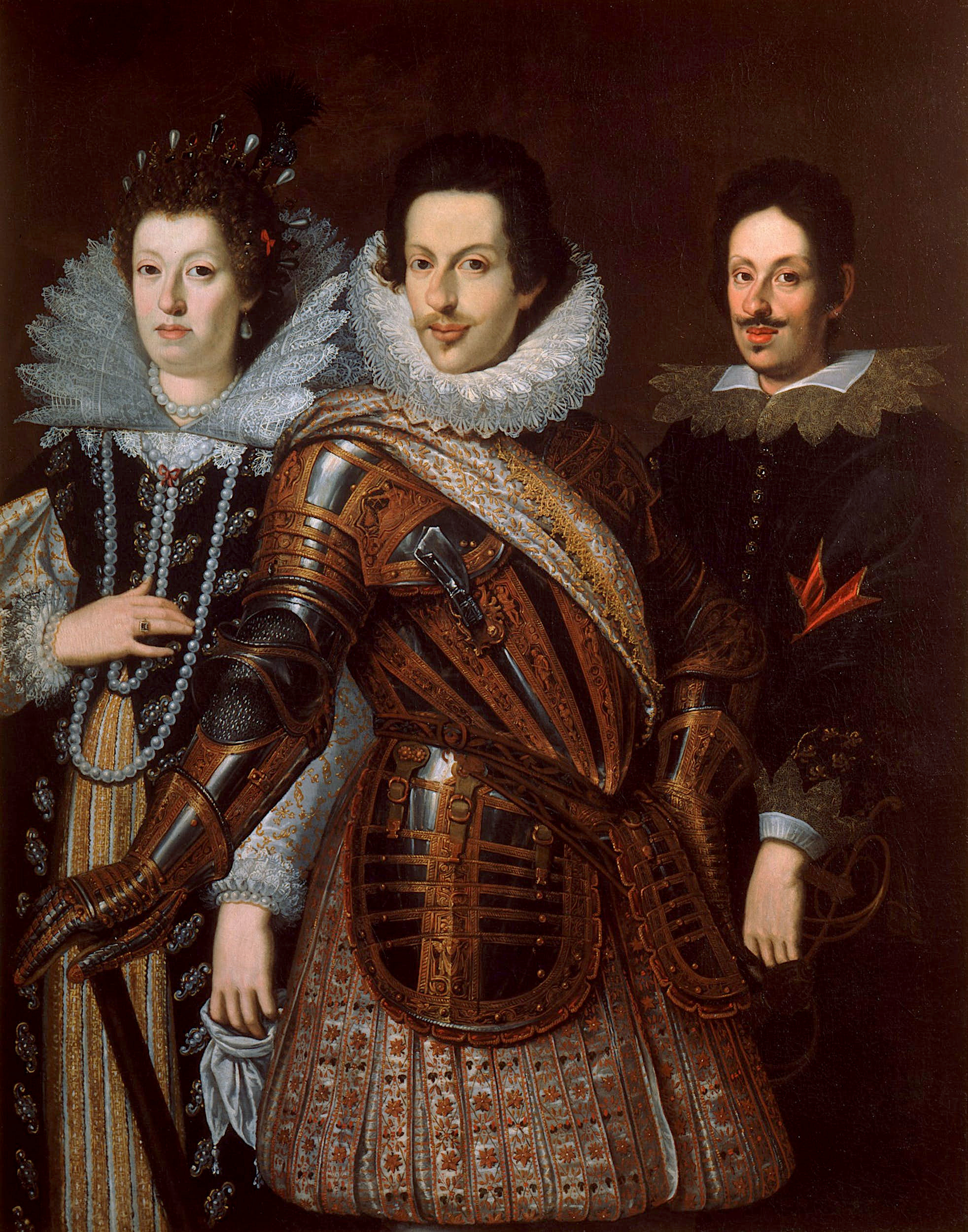
De izquierda a derecha: la Gran Duquesa María Magdalena, el Gran Duque Cosme II, y su hijo mayor, el futuro Fernando II

Fernando, aunque ya no era cardenal, ejerció gran influencia en sucesivos cónclaves. En 1605, logró que su candidato, Alejandro de Médici, fuera elegido como el papa León XI. Falleció ese mismo mes, pero su sucesor, Paulo V, también era partidario de los Médici. Sin embargo, la política exterior pro-papal de Fernando tuvo sus inconvenientes. Toscana estaba repleta de órdenes religiosas, y no todas estaban obligadas a pagar impuestos. Fernando murió en 1609, dejando un reino próspero, pero su inacción en los asuntos internacionales tendría consecuencias de largo alcance en el futuro. En Francia, María de Médici actuaba como regente de su hijo, Luis XIII, quien repudió su política favorable a los Habsburgo en 1617. Vivió el resto de su vida privada de toda influencia política.
El sucesor de Fernando, Cosme II, reinó menos de 12 años. Se casó con María Magdalena de Austria, con quien tuvo ocho hijos, entre ellos Margarita, Fernando II y Ana de Médici. Se le recuerda principalmente como el mecenas del astrónomo Galileo Galilei, cuyo tratado de 1610, Sidereus nuncius, le fue dedicado. Cosme murió de tuberculosis en 1621.
El hijo mayor de Cosme, Fernando, aún no había alcanzado la madurez legal para sucederlo, por lo que María Magdalena y su abuela, Cristina de Lorena, actuaron como regentes. Su regencia colectiva se conoce como los «Turtici». El temperamento de María Magdalena era análogo al de Cristina, y juntas alinearon a Toscana con el papado, redoblaron el clero toscano y permitieron que se llevara a cabo el juicio por herejía a Galileo Galilei. Tras la muerte del último Duque de Urbino (Francisco María II), en lugar de reclamar el ducado para Fernando, quien estaba casado con la nieta y heredera del duque de Urbino, Victoria della Rovere, permitieron que Urbano VIII se lo anexara. En 1626, prohibieron que cualquier súbdito toscano recibiera educación fuera del Gran Ducado, una ley posteriormente revocada, pero recuperada por el nieto de María Magdalena, Cosme III. Harold Acton, un historiador anglo-italiano, atribuyó la decadencia de Toscana a la regencia de los Turtici.
El Gran Duque Fernando estaba obsesionado con las nuevas tecnologías e instaló diversos higrómetros, barómetros, termómetros y telescopios en el Palacio Pitti. En 1657, Leopoldo de Médici, el hermano menor del Gran Duque, fundó la Accademia del Cimento, organizada para atraer a científicos de toda la Toscana a Florencia.
Toscana participó en las guerras de Castro (la última vez que la Toscana Medicea se vio involucrada en un conflicto) e infligió una derrota a las fuerzas del papa Urbano VIII en 1643. El esfuerzo bélico fue costoso y el tesoro estaba tan vacío que, cuando se pagó a los mercenarios de Castro, el estado ya no pudo pagar los intereses de los bonos del gobierno, por lo que el tipo de interés se redujo a un 0,75 %. En aquella época, la economía estaba tan deteriorada que el trueque se popularizó en los mercados rurales.
Fernando falleció el 23 de mayo de 1670 aquejado de apoplejía y edema. Fue enterrado en la Basílica de San Lorenzo, la necrópolis de los Médici. En el momento de su muerte, la población del Gran Ducado era de 730.594 habitantes, las calles estaban cubiertas de hierba y los edificios estaban al borde del colapso en Pisa.
El matrimonio de Fernando con Victoria della Rovere tuvo dos hijos: Cosme III de Médici, Gran Duque de Toscana, y Francisco María de Médici. Tras la muerte de Victoria en 1694, sus posesiones alodiales, los ducados de Rovere y de Montefeltro, pasaron a su hijo menor.

### SigloXVIII: la caída de la dinastía

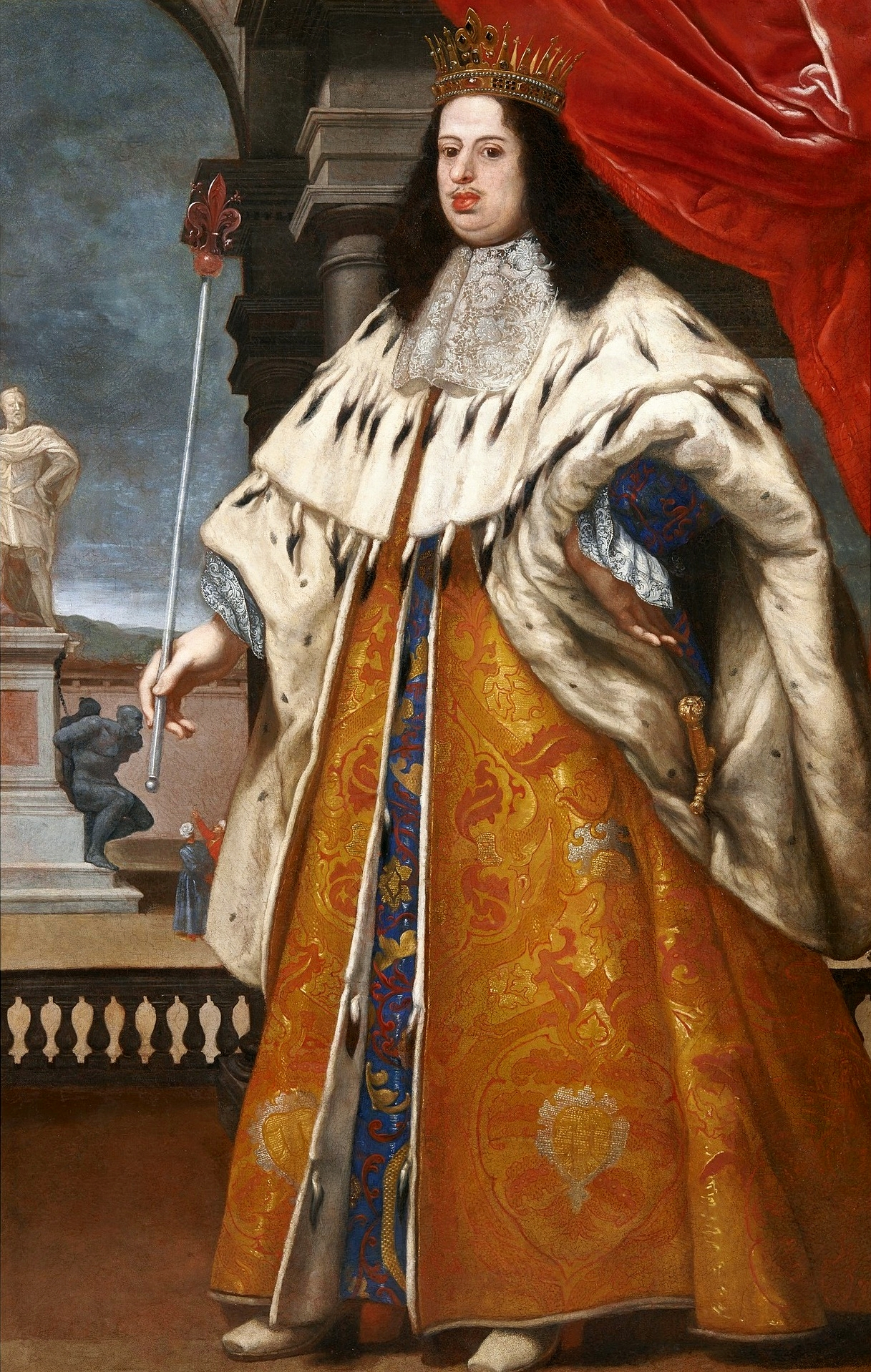
Cosme III, Gran Duque Médici, con atuendos ducales

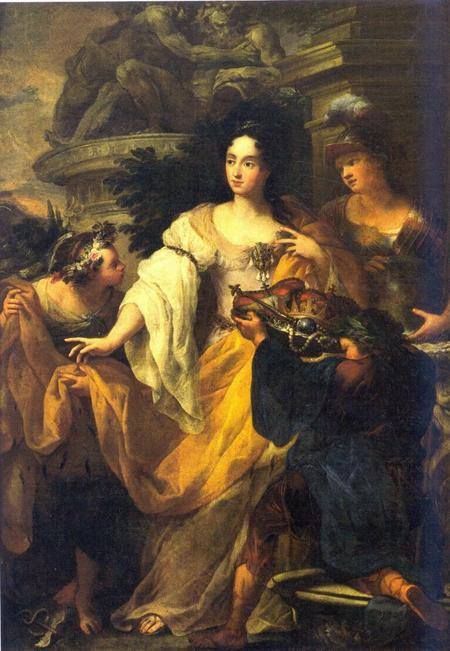
Ana María Luisa de Médici, en el cuadro Minerva, Mercurio y Plutón rinden homenaje a la Electora Ana María Luisa de Médici, obra de Antonio Bellucci (1706)

Cosme III se casó con Margarita Luisa de Orleáns, nieta de Enrique IV de Francia y de María de Médici, siendo una pareja mal avenida. De esta unión nacieron tres hijos, entre los que se recuerda a Ana María Luisa de Médici, Electora Palatina, y al último Gran Duque Médici de Toscana, Juan Gastón de Médici.
Juan Guillermo del Palatinado, esposo de Ana María Luisa, solicitó con éxito la dignidad de "Alteza Real" para el Gran Duque y su familia en 1691, a pesar de no tener derecho a ningún reino. Cosme pagó con frecuencia al Emperador del Sacro Imperio Romano Germánico, su supuesto señor feudal, tributos exorbitantes, y envió munición al emperador durante la batalla de Kahlenberg.
Los Médici carecían de herederos varones, y para 1705, el tesoro del gran ducado estaba prácticamente en bancarrota. En comparación con el siglo XVII, la población de Florencia disminuyó en un 50%, y la población del gran ducado en su conjunto disminuyó del orden del 40%. Cosme intentó desesperadamente llegar a un acuerdo con las potencias europeas, pero el estatus legal de Toscana era muy complicado: el área del gran ducado que anteriormente comprendía la República de Siena era técnicamente un feudo español, mientras que se pensaba que el territorio de la antigua República de Florencia estaba bajo la suzeranía imperial. Tras la muerte de su primer hijo, Cosme contempló restaurar la república florentina, ya fuese tras la muerte de Ana María Luisa, o por su cuenta, si fallecía antes que ella. La restauración de la república implicaría renunciar a Siena a favor del Sacro Imperio Romano Germánico, pero, a pesar de todo, fue respaldada vehementemente por su gobierno. Europa ignoró en gran medida el plan de Cosme. Solo Gran Bretaña y Holanda le dieron crédito, y el plan finalmente fracasó con Cosme III en 1723.
El 4 de abril de 1718, Gran Bretaña, Francia y la República Holandesa (posteriormente, Austria) eligieron a Carlos (el posterior rey Carlos III de España), el hijo mayor de Isabel Farnesio y de Felipe V de España, como heredero toscano. Para 1722, la electora ni siquiera era reconocida como heredera, y Cosme se vio reducido a un mero espectador en las conferencias sobre el futuro de la Toscana. El 25 de octubre de 1723, seis días antes de su muerte, el Gran Duque Cosme difundió una proclama final ordenando que la Toscana permaneciera independiente: Ana María Luisa sucedería libremente a la Toscana después de Juan Gastón, y el Gran Duque se reservaba el derecho de elegir a su sucesor. Sin embargo, estas partes de su proclama fueron completamente ignoradas, y murió pocos días después.
Juan Gastón despreciaba a la electora por orquestar su catastrófico matrimonio con Ana María Francisca de Sajonia-Lauenburgo. Mientras que ella aborrecía las políticas liberales de su hermano, él derogó todos los estatutos antisemitas de su padre, y parece ser que disfrutaba ofendiéndola. El 25 de octubre de 1731, un destacamento español ocupó Florencia en nombre de Don Carlos, quien desembarcó en la Toscana en diciembre del mismo año. Los Ruspanti, el decrépito séquito de Juan Gastón, también detestaban a la electora, y ella a ellos. La duquesa Violante Beatriz de Baviera, cuñada de Juan Gastón, intentó retirar al gran duque de la esfera de influencia de los Ruspanti organizando banquetes. La conducta de Juan Gastón en los banquetes era poco regia; a menudo vomitaba repetidamente en su servilleta, eructaba y agasajaba a los presentes con chistes socialmente inapropiados. Tras un esguince de tobillo en 1731, permaneció confinado en cama el resto de su vida. La cama, que a menudo olía a heces, era limpiada ocasionalmente por Violante.
En 1736, tras la Guerra de sucesión polaca, Don Carlos fue inhabilitado para ejercer la autoridad en Toscana, y Francisco III de Lorena fue nombrado heredero en su lugar. En enero de 1737, las tropas españolas se retiraron de Toscana y fueron reemplazadas por tropas austriacas.
Juan Gastón falleció el 9 de julio de 1737, rodeado de prelados y acompañado de su hermana. El príncipe de Craon le ofreció a Ana María Luisa una regencia nominal hasta que el nuevo gran duque pudiera llegar a Toscana, pero la rechazó. Tras la muerte de su hermano, recibió todas las posesiones alodiales de la Casa de Médici.
Ana María Luisa firmó el «Pacto de Familia» el 31 de octubre de 1737. En colaboración con el Emperador del Sacro Imperio Romano Germánico y el Gran Duque Francisco de Lorena, legó todos los bienes personales de los Médici al estado toscano, con la condición de que nada se sustrajera de Florencia.
Los "Lorenses", como se llamaba a las fuerzas de ocupación, eran detestados por el pueblo, pero el regente, el príncipe de Craon, permitió a la electora vivir tranquila en el Palacio Pitti. Ella se dedicó a financiar y supervisar la construcción de la Basílica de San Lorenzo, iniciada en 1604 por Fernando I, con un coste para el estado de 1000 coronas semanales.
La electora donó gran parte de su fortuna a la caridad: 4000 libras al mes. El 19 de febrero de 1743 falleció, y con ella se extinguió la línea del gran ducado de la Casa de Médici. Los florentinos la lloraron, y fue enterrada en la cripta que ella ayudó a terminar, la de San Lorenzo.
La extinción de la dinastía principal de los Médici y la ascensión al trono en 1737 de Francisco Esteban, Duque de Lorena y esposo de María Teresa I de Austria, llevaron a la inclusión temporal de Toscana en los territorios de la corona austriaca. La línea de los príncipes de Ottajano, una rama existente de la Casa de los Médici, que tenía derecho a heredar el Gran Ducado de Toscana tras la muerte del último varón de la rama mayor en 1737, podría haber continuado como soberano Medici de no ser por la intervención de las principales potencias europeas, que asignaron la soberanía de Florencia a la otra parte.
Como consecuencia, el Gran Ducado expiró y el territorio se convirtió en una segundogenitura de la dinastía de Habsburgo-Lorena. El primer Gran Duque de la nueva dinastía, Francisco I, era tataranieto de Francisco I de Médici, por lo que continuó la dinastía Médici en el trono de Toscana por línea femenina. Los Habsburgo fueron depuestos en favor de la casa de Borbón-Parma en 1801 (que a su vez fueron depuestos en 1807), pero posteriormente fueron restaurados según los acuerdos del Congreso de Viena. Toscana se convirtió en provincia del Reino Unido de Italia en 1861. Sin embargo, sobreviven varias ramas de la Casa de Médici, entre ellas los Medici Tornaquinci (príncipes de Ottajano), y los Condes Médici de Caprara y Verona (Gavardo).

## Significado del escudo de los Médici
El primer uso conocido del escudo de armas de los Médici se remonta al siglo XIII, pero no fue hasta el siglo XV cuando comenzó a ser ampliamente utilizado por la familia, convirtiéndose en un símbolo de su poder y riqueza. En términos heráldicos, se define como un "escudo de oro, con seis roeles de gules".  Su significado no está claro, y se han dado distintas explicaciones a las seis esferas que figuran en él:
- El escritor francés Alejandro Dumas (1802-1870) en su obra de 1845 Los Médicis,[63] menciona un origen mítico de las bolas: a finales del siglo VIII, un antepasado de la familia de nombre Averardo, caballero de Carlomagno, derrotó al gigante longobardo Mugello. Durante el combate, la maza de hierro del gigante golpeó el escudo dorado de Averardo, dejando seis marcas, que se convertirían en el distintivo de la familia.
- En la misma obra, Dumas también señala que los enemigos de los Médici decían que las seis bolas eran "una especie de píldoras de uno de sus antepasados, que era médico".[63] Como palabra del vocabulario italiano, "medici" significa "médicos" y se pueden encontrar identificaciones con los miembros de la familia como médicos entre sus nombres ya desde el siglo XI. Historias fantasiosas identifican las bolas como píldoras o ventosas, un instrumento médico de finales de la Edad Media utilizado para extraer sangre. Las píldoras no existieron hasta mucho después, y la sangría no era una práctica común en la época del primer escudo de armas de los Médici.
- Así mismo, se afirma que las bolas tienen su origen en seis besantes (antiguas monedas bizantinas), lo que podría estar relacionado con la actividad de los Médici como cambistas.[64] Las bolas representarían unas monedas copiadas del escudo de armas del Gremio de Cambistas, que incluía monedas bizantinas de color rojo.[65][66] También se ha argumentado que estas monedas hacían referencia a las tres monedas o bolas de oro asociadas con Nicolás de Bari, sobre todo porque el santo era invocado por los banqueros italianos al realizar sus juramentos.[67]
- Una hipótesis formulada por el historiador del arte Rocky Ruggiero sugiere que las esferas podrían representar naranjas rojas maduras enteras, cultivadas tradicionalmente en Italia. En aquella época se reconocía el beneficio de las naranjas para ciertas enfermedades, y su asociación con las recomendaciones de los médicos sugiere a Ruggiero que probablemente esta sea la imagen que se pretendía en los escudos de armas de la familia Medici.[68]
- Alternativamente, se ha sugerido que el escudo de armas de los Médici se inspiró inicialmente en símbolos extraídos de la escultura votiva etrusca, en la que existen ejemplos que representan una cúpula ovalada con bolas (que evoca las formas del escudo de los Médici), así como seis bolas dentro de un triángulo (como se encuentra en la versión triangular alternativa del emblema de los Médici).[69] Esta influencia particular explica el tono rojo de las bolas de los Médici, el color de las esculturas de terracota. También habría reflejado el interés de la familia por el arte y la cultura etruscos.[70] Además, la noción de escultura votiva etrusca habría coincidido con la participación de los Médici en la costumbre religiosa de ofrecer estatuas votivas, una práctica que recordaba la antigua convención etrusca de donar esculturas con la esperanza de recibir el favor divino o en agradecimiento por haberlo recibido.[71] Dichos favores habrían incluido el deseo de una familia fuerte y saludable, tanto para el suplicante como para sus descendientes.[72]

Las tres flores de lis en la bola de color azul superior ("escudo de oro, seis roeles en orla, cinco de gules y el del jefe de azur con tres flores de lis de oro"), se remontan a 1465, cuando el rey Luis XI de Francia realizó una concesión de sus armas a los Médici.
El número de bolas varió con el tiempo, tal como se muestra a continuación: 

Antiguo escudo de armas de los Médici, usado por Juan de Bicci y Cosme el Viejo
El escudo de armas intermedio de los Médici, «O, seis bolas en orla de gules»
El escudo de armas aumentado de los Médici, «O, cinco bolas en orla de gules, en jefe una de mayor tamaño con las armas de Francia» (a saber, «azur, tres flores de lis de oro»), fue otorgado por Luis XI de Francia en 1465[73]
Gran escudo de armas de los Médici de Ottajano
Escudo de armas del Gran Duque de Toscana
Escudo de armas de los papas Médici
Escudo de armas de los Cardenales Médici
Escudo de armas de Catalina de Médici, como reina de Francia
Escudo de armas de María de Médici, como reina de Francia
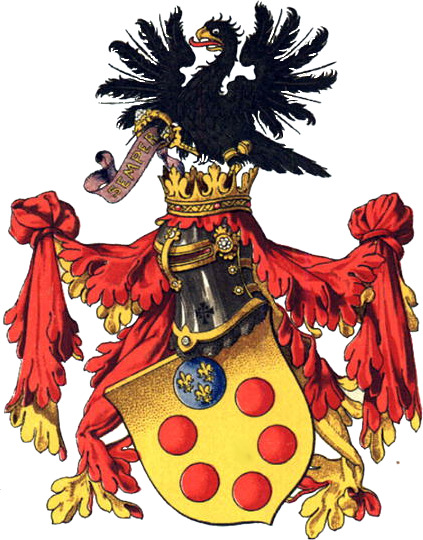
Escudo de armas completo de la Casa de Médici

## Legado artístico

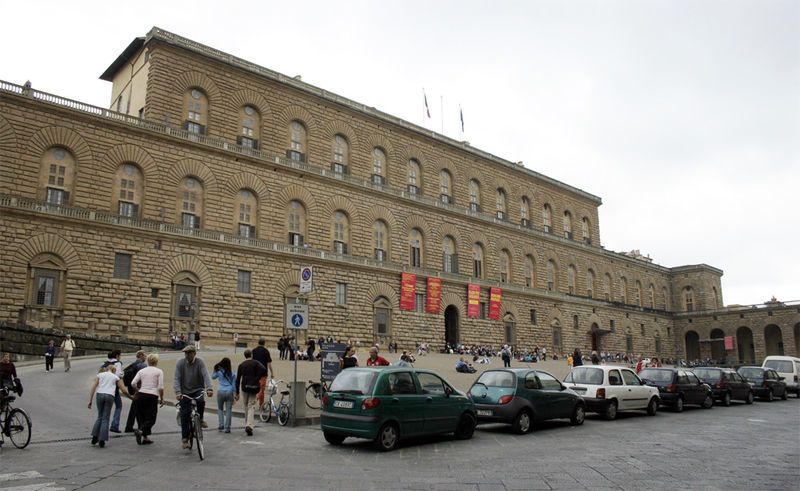
El Palacio Pitti, obra de Filippo Brunelleschi

Uno de los mayores logros de los Médici fue el patrocinio del arte de la época renacentista, dado que fueron los responsables de encargar una gran proporción de las principales obras de arte florentinas creadas durante su período de gobierno. Su apoyo fue crucial, ya que los artistas generalmente comenzaban a trabajar en sus proyectos solo después de haber recibido encargos. Juan de Bicci de Médici, el primer mecenas de las artes en la familia, ayudó a Masaccio y encargó a Filippo Brunelleschi la reconstrucción de Basílica de San Lorenzo en 1419. Los notables colaboradores artísticos de Cosme el Viejo fueron Donatello y Fra Angelico. En años posteriores, el artista más importante contratado por la familia Médici fue Miguel Ángel (1475-1564), quien produjo obras para varios miembros de la familia, comenzando por Lorenzo el Magnífico, de quien se decía que sentía un gran afecto por el joven artista y lo invitó a estudiar la colección familiar de esculturas antiguas. Lorenzo también fue mecenas de Leonardo da Vinci (1452-1519) durante siete años. De hecho, el propio Lorenzo de Médici fue un artista por derecho propio y compuso poesías y canciones, y su apoyo a las artes y a las letras se considera un punto culminante del mecenazgo de los Médici.
Tras la muerte de Lorenzo, el puritano fraile dominico Girolamo Savonarola cobró prominencia, advirtiendo a los florentinos de la inmoralidad del lujo excesivo. Bajo su liderazgo fanático, muchas grandes obras fueron destruidas "voluntariamente" en la hoguera de las vanidades que ardió en la Piazza della Signoria el 7 de febrero de 1497. Paradójicamente, poco más de un año después, el 23 de mayo de 1498, Savonarola y dos de sus jóvenes seguidores serían quemados en el mismo lugar. Además de encargos de arte y arquitectura, los Médici fueron prolíficos coleccionistas, y sus adquisiciones constituyen el núcleo del museo de los Uffizi de Florencia. En arquitectura, los Médici fueron responsables de algunos elementos notables de Florencia, como la propia Galería Uffizi, el Jardín de Bóboli, el fuerte de Belvedere, las Capillas Mediceas y el Palacio Medici Riccardi.
Más adelante, en Roma, los papas Médici continuaron la tradición familiar del mecenazgo de artistas. El papa León X encargaría principalmente obras a Rafael Sanzio, mientras que el papa Clemente VII encargó a Miguel Ángel pintar el muro del altar de la Capilla Sixtina justo antes de la muerte del pontífice en 1534. Leonor de Toledo, princesa de España y esposa de Cosme I el Grande, compró el Palacio Pitti a Buonaccorso Pitti en 1550, y patrocinó a Giorgio Vasari, quien erigió la Galería de los Uffizi en 1560 y fundó la "Academia de las Artes del Dibujo" en 1563. María de Médici, viuda de Enrique IV de Francia y madre de Luis XIII, es el tema de un ciclo de pinturas conocido como el Ciclo de María de Médici, pintado para el Palacio del Luxemburgo por el pintor de la corte Pedro Pablo Rubens en 1622-23.
Aunque ninguno de los Médici era científico, la familia es conocida por haber sido mecenas del famoso Galileo Galilei, quien instruyó a varias generaciones de hijos de los Médici. El mecenazgo de Galileo fue finalmente abandonado por Fernando II, cuando la Inquisición acusó al científico de herejía. Sin embargo, la familia Médici le proporcionó un refugio seguro durante muchos años. Galileo bautizó a las cuatro lunas de Júpiter que había descubierto en honor a cuatro hijos de los Médici a los que había dado clases (Cosimo, Francesco, Carlo y Lorenzo), aunque el uso de estos nombres no perdurase.

## Miembros notables

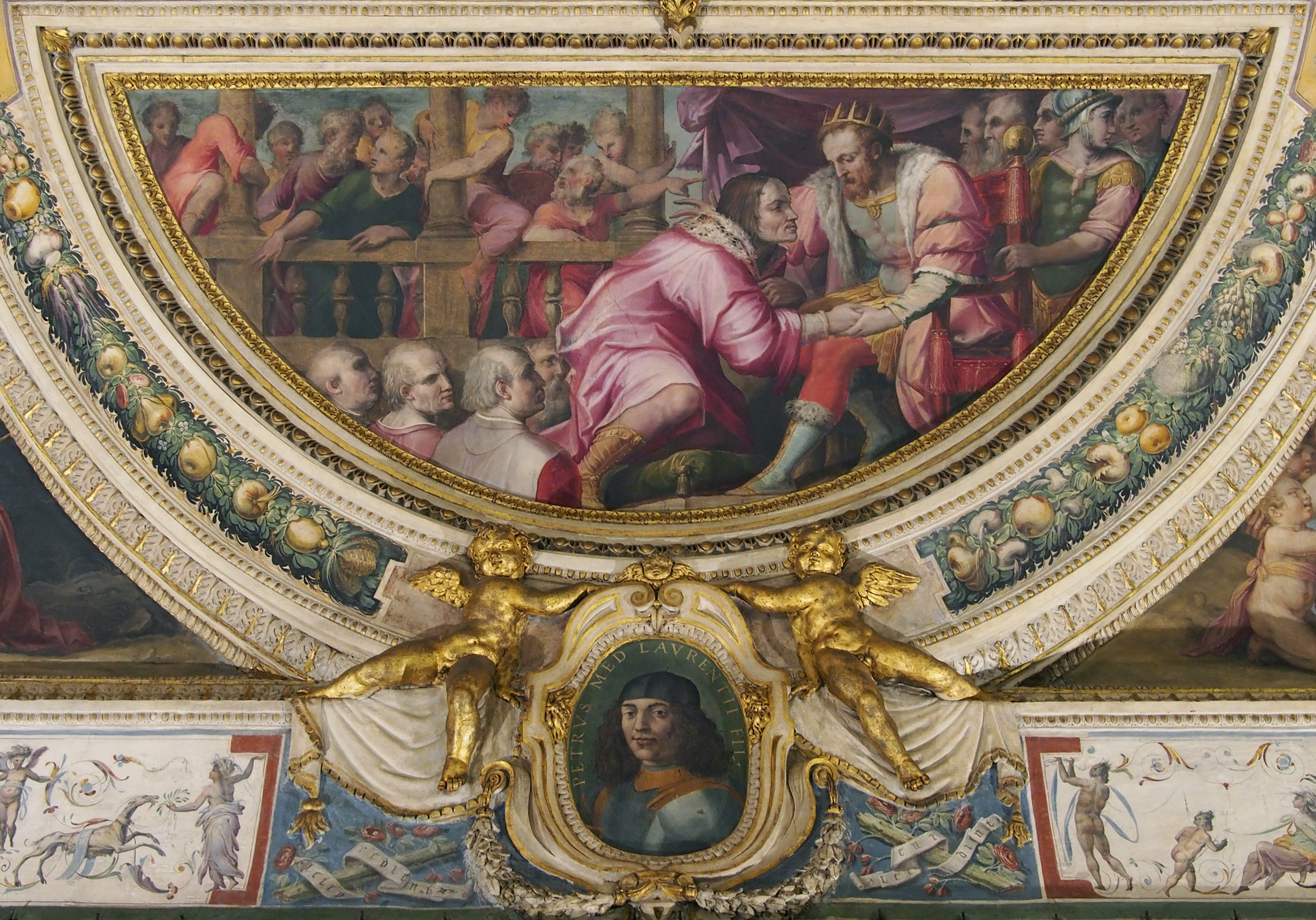
Lorenzo el Magnífico visita a Fernando de Aragón (Palazzo Vecchio, Florencia)

- Salvestro Médici (1331–1388), lideró el asalto para sofocar la revuelta de los Ciompi —rebelión de los trabajadores de la industria textil contra los principales talleres—, convirtiéndose en dictador de Florencia, hasta su expulsión en 1382.
- Juan di Bicci de Médici (1360–1429), restauró la fortuna de la familia, convirtiéndola en la más rica de Europa.
- Cosme de Médici, apodado «el Viejo» (1389–1464), fundador de la dinastía de gobernantes de Florencia.
- Lorenzo de Médici, apodado «el Magnífico» (1449–1492), dirigente de Florencia durante la edad de oro del Renacimiento.
- León X, Giovanni di Lorenzo de Médici (1475–1521), papa.
- Clemente VII, Julio de Médici (1478–1534), papa.
- Cosme I de Médici (1519–1574), primer gran duque de Toscana, restauró el brillo familiar.
- Catalina de Médici (1519–1589), reina y regente de Francia cuando el rey Carlos IX, su hijo, aún no tenía la mayoría de edad.
- León XI, Alejandro Octaviano de Médici (1535–1605), papa.
- Pío IV, Giovanni Angelo de Médici (1499–1565), papa.
- María de Médici (1573–1642), reina y regente de Francia.
- Ana María Luisa de Médici (1667–1743), la última de la línea familiar.

### Cabeceras de la casa Médici
| Retrato | Nombre         | Desde   | Hasta           | Relación con el predecesor                            |
| ------- | -------------- | ------- | --------------- | ----------------------------------------------------- |
|         | Juan de Médici | c. 1360 | Febrero de 1429 | Hijo de Averardo de Médici, fundador del Banco Medici |

#### Señoríade la República de Florencia
| Retrato | Nombre                                       | Desde                   | Hasta                   | Relación con el predecesor |
| ------- | -------------------------------------------- | ----------------------- | ----------------------- | --- |
|         | Cosme de Médici (Pater Patriae)              | 1434                    | 1 de agosto de 1464     | Hijo de Juan de Médici, no estaba directamente involucrado en la política florentina, sino más bien en el área financiera. |
|         | Pedro I de Médici (Pedro el Gotoso)          | 1 de agosto de 1464     | 2 de diciembre de 1469  | Hijo mayor de Cosme de Médici. |
|         | Lorenzo I de Médici (Lorenzo el Magnífico)   | 2 de diciembre de 1469  | 9 de abril de 1492      | Hijo mayor de Pedro I de Médici. |
|         | Pedro II de Médici (Pedro el Infortunado)    | 9 de abril de 1492      | 8 de noviembre de 1494  | Hijo mayor de Lorenzo el Magnífico. Derrocado durante la invasión de Carlos VIII de Francia, cuando se restableció una república plena, primero bajo la teocracia de Girolamo Savonarola y después bajo la jefatura de Piero Soderini. |
|         | Cardenal Juan de Médici (Papa León X)        | 31 de agosto de 1512    | 9 de marzo de 1513      | Hermano de Pedro el Desafortunado, y segundo hijo de Lorenzo el Magnífico. Elegido papa, se convirtió en el Papa León X. |
|         | Juliano de Médici, Duque de Nemours          | 9 de marzo de 1513      | 17 de marzo de 1516     | Hermano del cardenal Giovanni de Médici, y tercer hijo de Lorenzo el Magnífico. |
|         | Lorenzo II de Médici, Duque de Urbino        | 17 de marzo de 1516     | 4 de mayo de 1519       | Sobrino de Juliano de Médici, Duque de Nemours, e hijo de Pedro el Desafortunado. Padre de Catalina de Médici, reina consorte de Francia.                                                                                              |
|         | Cardenal Julio de Médici (Papa Clemente VII) | 4 de mayo de 1519       | 19 de noviembre de 1523 | Primo de Lorenzo II de Médici, Duque de Urbino, e hijo de Juliano de Médici, quien era hermano de Lorenzo el Magnífico. Elegido para el papado, convirtiéndose en Clemente VII.                                                        |
|         | Cardenal Hipólito de Médici                  | 19 de noviembre de 1523 | 24 de octubre de 1529   | Primo del cardenal Julio de Médici, e hijo ilegítimo de Juliano de Médici, Duque de Nemours. |

#### Duques de Florencia
| Retrato | Nombre            | Desde                 | Hasta               | Relación con el predecesor |
| ------- | ----------------- | --------------------- | ------------------- | --- |
|         | Alejandro el Moro | 24 de octubre de 1529 | 6 de enero de 1537  | Primo del cardenal Hipólito de Médici, hijo ilegítimo de Lorenzo II de Médici, duque de Urbino, o del papa Clemente VII. Actuó como "señor" durante el asedio imperial de Florencia, siendo nombrado duque en 1531. |
|         | Cosme I           | 6 de enero de 1537    | 21 de abril de 1574 | Primo lejano de Alejandro de Médici, e hijo de Juan de las Bandas Negras. Pertenece a los Popolani, línea descendente de Lorenzo el Viejo, hermano de Cosme de Médici. También bisnieto de Lorenzo el Magnífico por parte de su madre, María Salviati, y de su abuela, Lucrecia de Médici. En 1569 fue nombrado Gran Duque de Toscana. |

#### Grandes Duques de Toscana
| Retrato | Nombre      | Desde                 | Hasta                 | Relación con el predecesor                                                                                           |
| ------- | ----------- | --------------------- | --------------------- | --- |
|         | Cosme I     | 6 de enero de 1569    | 21 de abril de 1574   | |
|         | Francisco I | 21 de abril de 1574   | 17 de octubre de 1587 | Hijo mayor de Cosme I de Médici, Gran Duque de Toscana.                                                              |
|         | Fernando I  | 17 de octubre de 1587 | 17 de febrero de 1609 | Hermano de Francisco I de Médici, Gran Duque de Toscana, e hijo de Cosme I de Médici, también Gran Duque de Toscana. |
|         | Cosme II    | 17 de febrero de 1609 | 28 de febrero de 1621 | Hijo mayor de Fernando I de Médici, Gran Duque de Toscana.                                                           |
|         | Fernando II | 28 de febrero de 1621 | 23 de mayo de 1670    | Hijo mayor de Cosme II de Médici, Gran Duque de Toscana.                                                             |
|         | Cosme III   | 23 de mayo de 1670    | 31 de octubre de 1723 | Hijo mayor de Fernando II de Médici, Gran Duque de Toscana.                                                          |
|         | Juan Gastón | 31 de octubre de 1723 | 9 de julio de 1737    | Segundo hijo de Cosme III de Médici, Gran Duque de Toscana.                                                          |